# Factor de crecimiento transformante

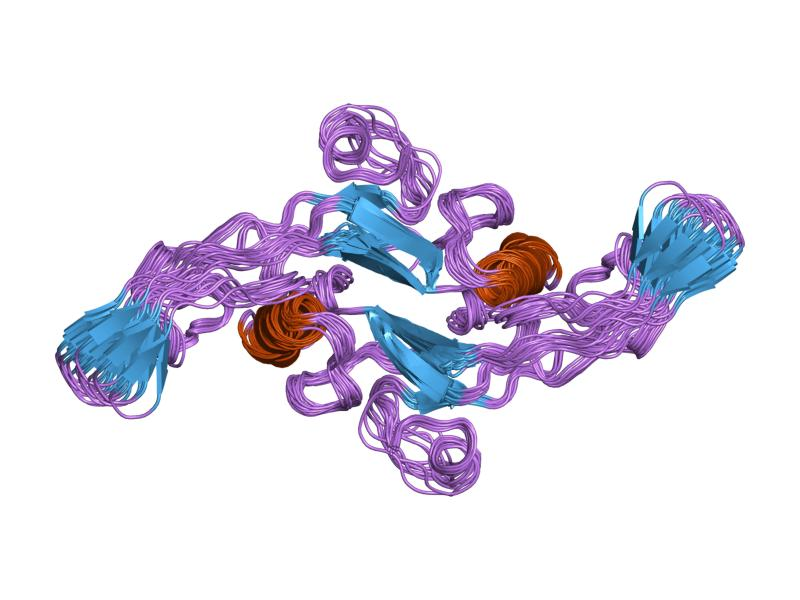
Representación de la estructura molecular de la proteína registrada con el código 1kld.

Factor de crecimiento transformante, a veces llamado como factor de crecimiento tumoral o TGF, es un término utilizado para describir dos clases de factores de crecimiento polipeptídicos, TGFα y TGFβ.
El nombre «factor de crecimiento transformante» es algo arbitrario, ya que las dos clases de TGF no son estructural ni genéticamente similares y ellas actúan a través de diferentes mecanismos de recepción. Además ellos no siempre inducen transformación celular y no son los únicos que inducen transformación en las células.

## Tipos
TGFα se encuentra aumentada en algunos cánceres humanos. Es producida en macrófagos, células cerebrales y queratinocitos e induce el desarrollo epitelial.
TGFβ existe en tres conocidos subtipos en los humanos TGFβ1, TGFβ2, y TGFβ3. Se encuentran aumentados en el síndrome de Marfan y otros cánceres humanos y juega un papel importante en la regeneración tisular, diferenciación celular, desarrollo embrionario y regulación del sistema inmunitario. Se piensa que isorformas de TGF-β1 están envueltos en la patogénesis de la preeclampsia. Los receptores TGFβ son receptores de serina/treonina de paso único. 

## Función
Estas proteínas fueron originalmente caracterizadas por su capacidad de inducir transformación oncogénica en un específico cultivo de células, fibroblastos de riñón de rata. La aplicación de factores de crecimiento transformante a fibroblastos de riñón de rata induce que las células cultivadas proliferen y crezcan fuera de los valores normales, además que provoca que estas ya no se encuentren bajo control inhibitorio causado por el contacto entre células. 